# وقويي جالبيد
وقويي جالبيد محافظة في غرب صوماليلاند.